# Hercé
Pour la commune espagnole, voir Herce (La Rioja).
Hercé est une commune française, située dans le département de la Mayenne en région Pays de la Loire, peuplée de 305 habitants.
La commune fait partie de la province historique du Maine, et se situe dans le Bas-Maine dans le pays de Passais.

## Géographie

### L'environnement et le paysage naturel

#### Le milieu physique
La commune se situe dans l’unité paysagère de « marches de Bretagne ».
Le territoire est vallonné. Le point bas se situe à la limite est de la commune, au niveau du ruisseau du Bailleul, à 159 m d’altitude. Le point haut se localise au sud-ouest du territoire de la commune, à proximité du lieu-dit le Brulon, à une altitude de 242 mètres.

#### Le réseau hydrographique
Hercé se situe dans le périmètre du schéma d'aménagement et de gestion des eaux (SAGE) de la Mayenne, et dans le schéma directeur d'aménagement et de gestion des eaux (SDAGE) Loire-Bretagne.

#### Le paysage
La commune présente une forme très irrégulière d’environ 8 km de long d’est en ouest, et de 5 km du nord au sud. Le bourg est, quant à lui, localisé dans la partie sud de la commune.
Hercé se situe sur un plateau entouré de formes convexes avec des pentes faibles à moyennes. Les pentes sont un peu plus marquées aux abords du ruisseau du Bailleul et du ruisseau de la Cour de Hercé. Les ondulations, d’échelles très variables, sont continues mais ne se répètent pas au même rythme.
Les différentes routes départementales scindent la commune en deux. Néanmoins, ces aménagements routiers sont assez peu visibles dans le paysage.
Le paysage de Hercé est homogène sur l’ensemble du territoire, même si on peut observer des ondulations du relief plus prononcées. Ce paysage se caractérise par un maillage bocager moyennement dense, constitué parfois de cépées de châtaigniers.
L’habitat agricole regroupe plusieurs bâtiments. Sur la commune, les hameaux sont souvent constitués de plusieurs maisons d’habitation.
L’occupation des sols est constituée de prairies, mais également de maïs pour l’essentiel ce qui accentue, du printemps à l’automne, la verdure du paysage. De nombreuses haies se sont développées sur des talus, donnant parfois des chemins creux. Elles sont pour l’essentiel constituées de châtaigniers, cependant il est possible d’observer quelques acacias, hêtres, prunelliers, noisetiers, charmes et aubépines. Au fond de quelques vallées se trouvent des peupleraies.

### Climat
Pour des articles plus généraux, voir Climat des Pays de la Loire et Climat de la Mayenne.
En 2010, le climat de la commune est de type climat océanique franc, selon une étude du CNRS s'appuyant sur une série de données couvrant la période 1971-2000. En 2020, Météo-France publie une typologie des climats de la France métropolitaine dans laquelle la commune est exposée à un climat océanique et est dans une zone de transition entre les régions climatiques « Bretagne orientale et méridionale, Pays nantais, Vendée » et « Moyenne vallée de la Loire ». 
Pour la période 1971-2000, la température annuelle moyenne est de 10,5 °C, avec une amplitude thermique annuelle de 13,5 °C. Le cumul annuel moyen de précipitations est de 889 mm, avec 13,4 jours de précipitations en janvier et 7,7 jours en juillet. Pour la période 1991-2020, la température moyenne annuelle observée sur la station météorologique de Météo-France la plus proche, « Saint-Mars/la-Futa », sur la commune de Saint-Mars-sur-la-Futaie à 12 km à vol d'oiseau, est de 11,3 °C et le cumul annuel moyen de précipitations est de 929,3 mm,. Pour l'avenir, les paramètres climatiques de la commune estimés pour 2050 selon différents scénarios d'émission de gaz à effet de serre sont consultables sur un site dédié publié par Météo-France en novembre 2022.

## Urbanisme

### Typologie
Au 1er janvier 2024, Hercé est catégorisée commune rurale à habitat dispersé, selon la nouvelle grille communale de densité à sept niveaux définie par l'Insee en 2022.
Elle est située hors unité urbaine. Par ailleurs la commune fait partie de l'aire d'attraction de Gorron, dont elle est une commune de la couronne,. Cette aire, qui regroupe 7 communes, est catégorisée dans les aires de moins de 50 000 habitants,.

### Occupation des sols
L'occupation des sols de la commune, telle qu'elle ressort de la base de données européenne d’occupation biophysique des sols Corine Land Cover (CLC), est marquée par l'importance des territoires agricoles (99,9 % en 2018), une proportion identique à celle de 1990 (100 %). La répartition détaillée en 2018 est la suivante : 
prairies (46,5 %), terres arables (33 %), zones agricoles hétérogènes (20,4 %), zones industrielles ou commerciales et réseaux de communication (0,1 %). L'évolution de l’occupation des sols de la commune et de ses infrastructures peut être observée sur les différentes représentations cartographiques du territoire : la carte de Cassini (XVIIIe siècle), la carte d'état-major (1820-1866) et les cartes ou photos aériennes de l'IGN pour la période actuelle (1950 à aujourd'hui).

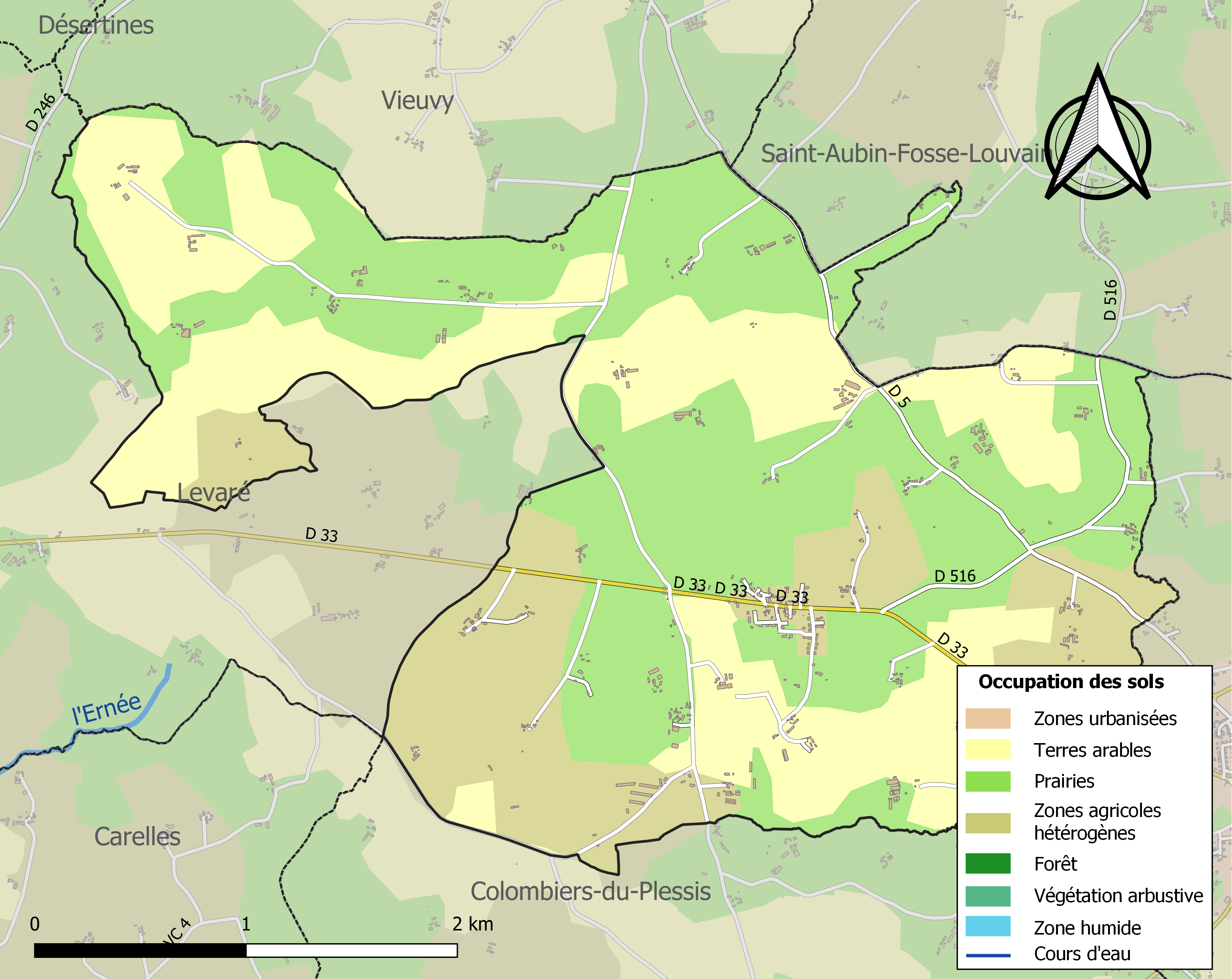
Carte des infrastructures et de l'occupation des sols de la commune en 2018 (CLC).

## Toponymie
Erciacum et Perciacum, domaine de (P)Ercius. Du gaulois (p)ercos: "chêne", avec possible chute du P initial.
Le gentilé est Hercéen.

## Histoire
Hercé est le berceau de la famille de Hercé.

### Le chemin de fer
Le bourg fut desservi, de 1901 à 1938, par la ligne de chemin de fer secondaire à voie métrique des chemins de fer départementaux de la Mayenne (CFDM) reliant Landivy à Mayenne. La ligne de Mayenne à Landivy fut ouverte sur la section comprise entre Landivy et Mayenne-Saint-Baudelle via Hercé le 22 août 1901. La section entre Mayenne-Saint-Baudelle et Mayenne-Échange ne fut ouverte que le 1er avril 1903. La section Landivy - Gorron qui desservait Hercé ferma avant la Seconde Guerre mondiale.
En 1902, la gare de Hercé avait accueilli 3 923 voyageurs.

## Héraldique
| Blason de Hercé | Blason  | D’azur, à une clé d’or, mise en pal, accompagnée en chef de deux herses du même, et accostée de deux roses d’argent. |
| Blason de Hercé | Détails | L’azur avec les deux herses d’or sont la reprise du blason de Hercé qui a fondé la seigneurie du village. La reprise intégrale du blason de seigneur étant interdite pour les municipalités, il suffit d’en emprunter un ou plusieurs éléments. La clé indique que le saint patron de l’église primitive a été saint Pierre. Lors de la construction de la nouvelle église, c’est l’Immaculée Conception, autrement dit la Saint Vierge qui est devenue la nouvelle protectrice de la paroisse. Elle est traditionnellement représentée par la rose ; de plus l’azur et l’argent sont les couleurs de la Sainte Vierge. Les ornements sont deux deux gerbes de blé d’or, mises en sautoir par la pointe et liées d’azur afin d’honorer l’activité agricole. Le listel d'argent porte le nom de la commune en lettres majuscules de sable. La couronne de tours dit que l’écu est celui d’une commune ; elle n’a rien à voir avec des fortifications. Le statut officiel du blason reste à déterminer. |

## Démographie
L'évolution du nombre d'habitants est connue à travers les recensements de la population effectués dans la commune depuis 1793. Pour les communes de moins de 10 000 habitants, une enquête de recensement portant sur toute la population est réalisée tous les cinq ans, les populations de référence des années intermédiaires étant quant à elles estimées par interpolation ou extrapolation. Pour la commune, le premier recensement exhaustif entrant dans le cadre du nouveau dispositif a été réalisé en 2008.
En 2022, la commune comptait 305 habitants, en évolution de −1,93 % par rapport à 2016 (Mayenne : −0,73 %, France hors Mayotte : +2,11 %).
| 1793 | 1800 | 1806 | 1821 | 1831 | 1836 | 1841 | 1846 | 1851 |
| ---- | ---- | ---- | ---- | ---- | ---- | ---- | ---- | ---- |
| 842  | 652  | 863  | 828  | 761  | 771  | 732  | 750  | 753  |

| 1856 | 1861 | 1866 | 1872 | 1876 | 1881 | 1886 | 1891 | 1896 |
| ---- | ---- | ---- | ---- | ---- | ---- | ---- | ---- | ---- |
| 722  | 716  | 690  | 681  | 672  | 652  | 673  | 628  | 613  |

| 1901 | 1906 | 1911 | 1921 | 1926 | 1931 | 1936 | 1946 | 1954 |
| ---- | ---- | ---- | ---- | ---- | ---- | ---- | ---- | ---- |
| 600  | 618  | 610  | 523  | 513  | 562  | 534  | 492  | 451  |

| 1962 | 1968 | 1975 | 1982 | 1990 | 1999 | 2006 | 2008 | 2013 |
| ---- | ---- | ---- | ---- | ---- | ---- | ---- | ---- | ---- |
| 436  | 408  | 371  | 347  | 328  | 335  | 327  | 325  | 321  |

| 2018 | 2022 | - | - | - | - | - | - | - |
| ---- | ---- | - | - | - | - | - | - | - |
| 313  | 305  | - | - | - | - | - | - | - |

## Culture locale et patrimoine

### Lieux et monuments

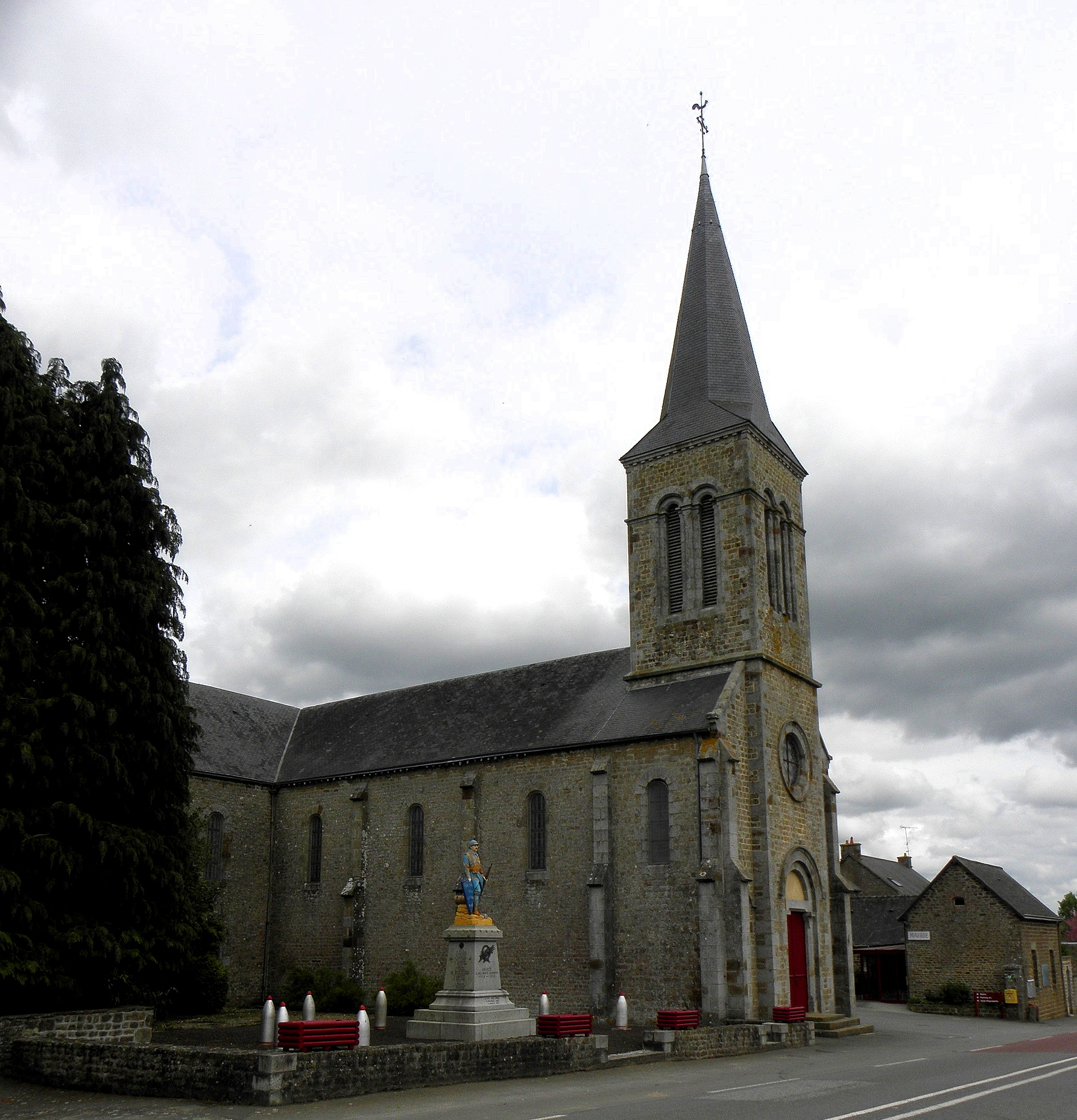
L'église de l'Immaculée-Conception.

- Château du Bailleul (napoléonien).
- Dolmen de la Pierre (Néolithique).
- Église de l'Immaculée-Conception.
- Fleur de Lys dans le cimetière communal.
- Calvaire de la Courcière.